# Sägetang

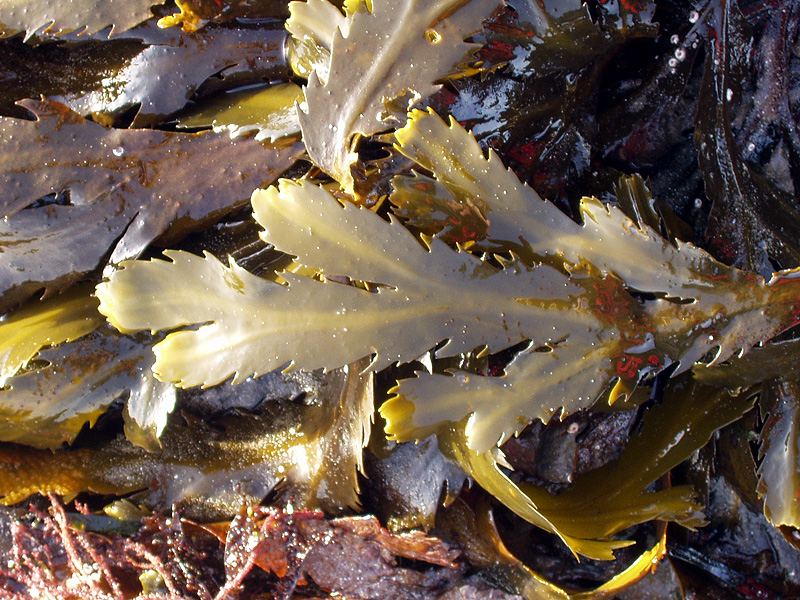
Sägetang, vegetativer Thallus

Der Sägetang (Fucus serratus) ist eine Art der Braunalgen, die auch in der Nordsee und Ostsee vorkommt.

## Beschreibung
Der Sägetang ist eine mehrjährige Großalge (Seetang) mit einer Größe von etwa 30 cm. An der Basis ist er mit einer Haftplatte mit dem Untergrund verbunden. Der lederartig derbe, braungrüne Thallus ist am Grunde kurz gestielt, ansonsten abgeflacht, in einer Ebene gabelig verzweigt und von einer Mittelrippe durchzogen. Der Thallusrand ist scharf gesägt, worauf sich der Name bezieht. Durch das Fehlen von Gasblasen ist er vom Blasentang zu unterscheiden, durch flache Thallusenden vom Spiraltang. Auf den glatten, vegetativen Thallusenden trägt der Sägetang farblose Haare, die aus Haargruben entspringen und als weiße Pünktchen erkennbar sind.

### Fortpflanzung
Fucus-Arten sind Diplonten ohne Generationswechsel. Von September bis Mai sind an den Thallusenden Fruchtkörper (Rezeptakeln) entwickelt. Diese sind beim Sägetang flach und daher nicht so auffällig wie bei den verwandten Arten. Die Rezeptakeln enthalten krugförmig in die Oberfläche eingesenkte, warzige Konzeptakeln, in denen die Gameten gebildet werden. Der Sägetang ist getrenntgeschlechtlich, Eizellen und Samenzellen (Schwärmer) entstehen auf verschiedenen Exemplaren (Diözie). Mit der ansteigenden Flut treten die Keimzellen aus. Nach der Befruchtung setzt sich die Zygote fest und wächst zu einer neuen diploiden Alge heran. Im Juni und Juli degenerieren die alten Fruchtkörper und an den Thallusenden werden junge Konzeptakeln angelegt.

## Vorkommen
Der Sägetang ist im östlichen Nordatlantik von Spanien bis nach Spitzbergen verbreitet und kommt auch in der Nordsee und Ostsee vor. Als eingeführte Art wächst er zudem an der nordamerikanischen Atlantikküste.
Er besiedelt die mittlere und untere Gezeitenzone bis hinab zur Tangwaldzone unterhalb der Niedrigwasserlinie. Er bevorzugt geschützte oder wenig exponierte Stellen und ist in der Zonierung der Fucus-Arten am weitesten unten zu finden.

## Systematik
Die Erstbeschreibung von Fucus serratus erfolgte 1753 durch Carl von Linné in Species plantarum, Band 2, S. 1158. Der Sägetang gehört zur Gattung Fucus in der Familie der Fucaceae innerhalb der Ordnung der Fucales.
Synonyme von Fucus serratus L. sind Halidrys serrata (L.) Stackh. und Virsodes serratum (L.) Kuntze.

## Nutzung
In Irland und Frankreich wird Sägetang zur Produktion von Seetangextrakten für Kosmetikprodukte und Tangbäder (Thalassotherapie) genutzt.